# Front de lutte populaire palestinien
Le Front de lutte populaire palestinien (arabe : جبهة النضال الشعبي الفلسطيني, Jabhat Al-Nibâl Al-Cha'bî al-Flastînî, FLPP) est une organisation palestinienne, issue d'une scission avec le Front populaire de libération de la Palestine en 1969 menée par Bahjat Abu Gharbiyya et Fariz Hamdan.
Le FLPP tient des positions anti-Arafat et pro-syrienne jusqu'en 1992. À cette date, une partie de l'organisation rejoint le Comité exécutif de l'Organisation de libération de la Palestine, Samir Goshe, alors secrétaire général devenant ministre du Travail, tandis que la frange pro-syrienne, menée par Khalid Abd Al-Majid rejoint les Dix de Damas. À la mort de Goshe, Ahmad Majdalani en devient le secrétaire général. 
C'est une petite organisation qui n'a qu'une faible influence sur la politique palestinienne. Pendant les élections législatives palestiniennes de 2006, le Front palestinien de lutte populaire s'allie avec le mouvement Kafi et Les Verts, mais n'obtient comme en 1996 aucun siège, avec seulement 0,72 % de l'électorat, contre 0,76 % en 1996.
En juin 2019, Talel Naji, secrétaire-général adjoint du Front populaire de libération de la Palestine-Commandement général (FPLP-CG), déclare que 1 858 Palestiniens sont morts en Syrie en combattants dans les rangs des forces gouvernementales et parmi eux onze membres du Front de lutte populaire palestinien.